# 巴博拉·斯特里措娃
巴博拉·斯特里措娃（捷克語：Barbora Strýcová，1986年3月28日—）是捷克职业网球女运动员，2003年轉職業。她的WTA單打生涯最高世界排名是第16位（2017年1月16日）和雙打最高世界排名第1位（2019年7月15日）。2019年溫布頓網球錦標賽，她在當時打進了女單四強（之後敗給小威廉斯），並與謝淑薇一起獲得了女子雙打冠軍，隨即成為雙打世界第一。

## 職業生涯

### 早年-2008年
斯特里措娃青少年時期有不錯的成績，有2次澳網青少女組單打冠軍與1次澳網、1次溫網、1次法網青少女雙打冠軍，曾為青少女單打與雙打世界第一。
2003年至2008年因為傷勢的關係，排名是起伏不定。
在2008年溫網首次打進大滿貫第三輪。

### 2009年
澳網，斯特里措娃在首輪出局。
墨西哥阿卡普尔科，斯特里措娃取得了一些成功，打敗世界前二十的弗拉维娅·佩内塔打入最後八強。
接下來的幾個巡迴賽，斯特里措娃都早早出局，溫網，在首輪敗給葉卡捷琳娜·馬卡洛娃而出局，沒保住去年第三輪績分，使她的排出下滑至百名外。
美網，斯特里措娃第二輪敗給维多利亚·阿扎伦卡而出局。
美網後的幾項ITF巡迴賽，斯特里措娃取得了二項冠軍，而使她的世界排名重回百名內。

### 2010年
澳網，斯特里措娃取得生涯澳網首場勝利，第一輪與蕾吉娜·庫麗科娃交手，整場賽事耗時4小時又19分鐘，寫下大滿貫女子賽事最長時間的紀錄，但隨即在第二輪敗給前世界第一的迪娜拉·薩芬娜。
在2月、3月，斯特里措娃巴黎、阿卡普尔科、蒙特雷三項WTA雙打賽事，皆順利拿下冠軍。
法網，斯特里措娃在首輪出局，溫網，擊敗葉連娜·韋斯寧娜和達妮埃拉·漢圖霍娃，繼2008年以來，第二度打到第三輪，不過則在第三輪敗給玛丽亚·莎拉波娃。
在布拉格巡迴賽，斯特里措娃闖進生涯第一個WTA單打決賽，四強以只失二局的表現，強勢擊敗帕蒂·施尼德，但在決賽不敵扎维·阿格妮斯，儘管如此，在布拉格獲得亞軍的績分，足以讓她排名創新高，首次排進前五十位。

## 外部連結
- 官方网站
- 巴博拉·斯特里措娃的国际女子网球协会官方資料（英文）
- 巴博拉·斯特里措娃的國際網球總會 職業／青少年 官方資料（英文）
- Fed Cup - Player profile - Barbora STRYCOVA (CZE) （页面存档备份，存于）